# Coppa del Presidente dell'AFC 2011
La Coppa del Presidente dell'AFC 2011 è la settima edizione della manifestazione. Questa è la competizione destinata alle "nazioni emergenti" della Asian Football Confederation. All'edizione 2011 hanno partecipato squadre di 12 paesi membri dell'AFC. Le prime due di ciascun gruppo si qualificano alla fase finale. Le sei ammesse alla fase finale sono state suddivise in due gruppi da tre dai quali sono uscite le due squadre finaliste.
Il torneo è stato vinto, per la prima volta nella sua storia, dal club taiwanese Taiwan Power Company grazie al successo per 3-2 sui cambogiani del Phnom Penh Crown in finale.

## Squadre partecipanti
I club appartenenti alla federazione calcistica dell'Autorità Nazionale Palestinese partecipano alla manifestazione per la prima volta.
| Federazione   | Club                 | Qualificazione                                    | App. | Ultima App. |
| ------------- | -------------------- | ------------------------------------------------- | ---- | ----------- |
| Bangladesh    | Abahani Limited      | Campione Bangladesh League 2009–10                | 4ª   | 2010        |
| Bhutan        | Yeedzin              | Campione A-Division 2010                          | 2ª   | 2009        |
| Cambogia      | Phnom Penh Crown     | Campione Cambodian League 2010                    | 2ª   | 2009        |
| Taipei Cinese | Taiwan Power Company | Campione Intercity Football League 2010           | 4ª   | 2009        |
| Kirgizistan   | Neftchi Kochkor-Ata  | Campione Vysshaja Liga 2010                       | 1ª   | -           |
| Birmania      | Yadanarbon*          | Campione Myanmar National League 2010             | 2ª   | 2010        |
| Nepal         | Nepal Police Club    | Campione Martyr's Memorial A-Division League 2010 | 4ª   | 2009        |
| Pakistan      | WAPDA                | Campione Pakistan Premier League 2010             | 4ª   | 2009        |
| Palestina     | Jabal Al Mukaber     | Campione West Bank Premier League 2009–10         | 1ª   | -           |
| Sri Lanka     | Don Bosco            | Campione Kit Premier League 2010–11               | 1ª   | -           |
| Tagikistan    | Istiklol             | Campione Tajik League 2010                        | 1ª   | -           |
| Turkmenistan  | Balkan               | Campione Ýokary Liga 2010                         | 1ª   | -           |

*= Campione in carica

## Fase a gruppi
Il sorteggio per la fase a gruppi della manifestazione si è svolto il giorno 14 marzo 2011 alle ore 15:00 (UTC+8) presso la AFC House di Kuala Lumpur. Le partite della fase a gruppi dovevano disputarsi tra il 13 e il 31 maggio, tuttavia le partite del gruppo C si sono svolte tra il 20 e il 24 aprile 2011.

### Gruppo A
- Tutte le partite sono state giocate in Cambogia (ora locale UTC+7).

| Squadra             | PG | V | N | P | GF | GS | DR | Pt |
| ------------------- | -- | - | - | - | -- | -- | -- | -- |
| Neftchi Kochkor-Ata | 3  | 3 | 0 | 0 | 5  | 0  | +5 | 9  |
| Phnom Penh Crown    | 3  | 2 | 0 | 1 | 4  | 1  | +3 | 6  |
| Abahani Limited     | 3  | 1 | 0 | 2 | 4  | 4  | 0  | 3  |
| Don Bosco           | 3  | 0 | 0 | 3 | 1  | 9  | -8 | 0  |

| Arbitro: | Vladislav Tseytlin |

|                                         |           |  |
| Njoku Metu 25’ Sokumpheak 66’ Chaya 67’ | Marcatori |  |

| Arbitro: | Strebre Delovski |

|                             |           |  |
| Adzhiniiazov 10’ Pavlov 33’ | Marcatori |  |

| Arbitro: | Pratap Singh |

|  |           |                         |
|  | Marcatori | 24’ Pavlov 65’ Beldinov |

| Arbitro: | Rustam Kholov |

|  |           |           |
|  | Marcatori | 80’ Chaya |

| Arbitro: | Strebre Delovski |

|  |           |                  |
|  | Marcatori | 79’ Adzhiniiazov |

| Arbitro: | Vladislav Tseytlin |

|                                             |           |                         |
| Hossain Rony 17’ Awudu 51’, 61’, 81’ (rig.) | Marcatori | 15’ Liyana Arachchilage |

### Gruppo B
- Tutte le partite sono state giocate in Birmania (ora locale UTC+6:30).

| Squadra          | PG | V | N | P | GF | GS | DR  | Pt |
| ---------------- | -- | - | - | - | -- | -- | --- | -- |
| Istiklol         | 3  | 2 | 1 | 0 | 11 | 1  | +10 | 7  |
| Yadanarbon       | 3  | 2 | 1 | 0 | 11 | 4  | +7  | 7  |
| Jabal Al Mukaber | 3  | 1 | 0 | 2 | 10 | 6  | +4  | 3  |
| Yeedzin          | 3  | 0 | 0 | 3 | 0  | 21 | -21 | 0  |

| Arbitro: | Dimitry Mashentsev |

|                                                       |           |  |
| Yan Paing 4’, 50’ Paing Soe 11’, 15’, 36’ L. Koné 40’ | Marcatori |  |

| Arbitro: | Kim Jong Hyeok |

|                             |           |  |
| Fatkhulloev 58’ Rabimov 89’ | Marcatori |  |

| Arbitro: | Hettikankanamge Crishantha Dilan Perera |

|  |           |                                                                           |
|  | Marcatori | 16’, 30’ Fatkhulloev 24’ Vasiev 56’, 70’, 73’, 76’ Tokhirov 90+2’ Saburov |

| Arbitro: | Mombeni Hedayat |

|                                         |           |                                                        |
| Maraaba 8’ A. Aliwisat 27’ Al Amour 39’ | Marcatori | 41’ (aut.) Hassan 45+3’, 58’ Yan Paing 90+4’ Paing Soe |

| Arbitro: | Hettikankanamge Crishantha Dilan Perera |

|                        |           |              |
| Yan Paing 90+3’ (rig.) | Marcatori | 57’ Davronov |

| Arbitro: | Dimitry Mashentsev |

|                                                                                 |           |  |
| A. Aliwisat 27’ Halman 9’ S. Aliwisat 14’ Al Amour 33’, 44’ Khatib 64’ Wadi 80’ | Marcatori |  |

### Gruppo C
- Tutte le partite sono state giocate in Nepal (ora locale UTC+5:45).

| Squadra              | PG | V | N | P | GF | GS | DR | Pt |
| -------------------- | -- | - | - | - | -- | -- | -- | -- |
| Taiwan Power Company | 3  | 2 | 1 | 0 | 5  | 1  | +4 | 7  |
| Balkan               | 3  | 2 | 1 | 0 | 4  | 1  | +3 | 7  |
| WAPDA                | 3  | 1 | 0 | 3 | 2  | 4  | −2 | 3  |
| Nepal Police Club    | 3  | 0 | 0 | 3 | 0  | 5  | −5 | 0  |

| Arbitro: | Marai Mohammed Al-Awaji |

|  |           |                        |
|  | Marcatori | 39’ Mehmood 88’ Pathan |

| Arbitro: | Ko Hyung-Jin |

|                  |           |               |
| He Ming Chan 67’ | Marcatori | 36’ Alikperow |

| Arbitro: | Jahanbazi Yadollah |

|  |           |                                                   |
|  | Marcatori | 41’ Pan Kuao-Kai 55’ Chen Yi-Wei 65’ He Ming Chan |

| Arbitro: | Sgt Win Cho |

|                            |           |  |
| Kuçerenkow 41’ Diwanow 52’ | Marcatori |  |

| Arbitro: | Ko Hyung-Jin |

|  |           |                    |
|  | Marcatori | 67’ Chiang Shih-Lu |

| Arbitro: | Marai Mohammed Al-Awaji |

|             |           |  |
| Diwanow 31’ | Marcatori |  |

## Fase finale
La parte finale della competizione è stata disputata a Taiwan. Le sei squadre qualificate dalla prima fase sono state divise in due ulteriori gruppi da 3 squadre ciascuna, le due vincenti hanno guadagnato l'accesso alla finale per il titolo.

### Gruppo A
| Squadra              | PG | V | N | P | GF | GS | DR | Pt |
| -------------------- | -- | - | - | - | -- | -- | -- | -- |
| Taiwan Power Company | 2  | 2 | 0 | 0 | 6  | 3  | +3 | 6  |
| Balkan               | 2  | 0 | 1 | 1 | 4  | 5  | -1 | 1  |
| Istiklol             | 2  | 0 | 1 | 1 | 1  | 3  | -2 | 1  |

| Arbitro: | Marai Mohammed Al-Awaji |

|  |           |                                      |
|  | Marcatori | 39’ Chen Po-Liang 41’ Chiang Shih-Lu |

| Arbitro: | Akbar Bakhshi Zadeh |

|             |           |                |
| Gurbani 23’ | Marcatori | 45+1’ Tokhirov |

| Arbitro: | Kim Jong Hyeok |

|                                                                  |           |                                |
| He Ming Chan 57’, 66’ (rig.) Kuo Yin Huong 81’ Chen Po-Liang 87’ | Marcatori | 24’, 25’ Gurbani 67’ Garahanov |

### Gruppo B
| Squadra             | PG | V | N | P | GF | GS | DR  | Pt |
| ------------------- | -- | - | - | - | -- | -- | --- | -- |
| Phnom Penh Crown    | 2  | 2 | 0 | 0 | 6  | 1  | +5  | 6  |
| Neftchi Kochkor-Ata | 2  | 1 | 0 | 1 | 9  | 4  | +5  | 3  |
| Yadanarbon          | 2  | 0 | 0 | 2 | 2  | 12 | -10 | 0  |

| Arbitro: | Kim Jong Hyeok |

|                          |           |            |
| Njoku Metu 35’ Chaya 56’ | Marcatori | 79’ Alimov |

| Arbitro: | Mohammed Abdulla Hassan Mohamed |

|  |           |                                           |
|  | Marcatori | 3’, 83’ Njoku Metu 22’ Sokumpheak 32’ Sun |

| Arbitro: | Akbar Bakhshi Zadeh |

|                                                                             |           |                                       |
| Pavlov 5’, 73’, 90+2’ Djamshidov 33’, 87’ Dzhumataev 79’, 90’ Dzhalilov 86’ | Marcatori | 35’ Paing Soe 47’ (aut.) Rakhmanjonov |

## Finale
| Arbitro: | Marai Mohammed Al-Awaji |

|                        |           |                                        |
| Njoku Metu 34’ Sun 82’ | Marcatori | 2’, 47’ He Ming Chan 87’ Chen Po-Liang |

### Formazioni
| Phnom Penh Crown (3-4-3) |    |                  |  |            |
|                          |    |                  |  |            |
| POR                      | 1  | Peng Bunchay     |  |            |
| DIF                      | 23 | Sun Sopanha      |  | 79’        |
| DIF                      | 4  | Tieng Tiny       |  | 28’ 66’    |
| DIF                      | 3  | Thul Sothearith  |  | 52’        |
| CEN                      | 8  | San Narith       |  | 90'+4’     |
| CEN                      | 14 | Sun Sovannarith  |  | 90'+4’     |
| CEN                      | 12 | Anthony Odion    |  | 60’        |
| CEN                      | 20 | Kingsley Njoku   |  |            |
| ATT                      | 27 | Khim Borey       |  | 69’        |
| ATT                      | 10 | Kouch Sokumpheak |  |            |
| ATT                      | 9  | Chan Chaya       |  | 79’ 90'+4’ |
| A disposizione:          |    |                  |  |            |
| POR                      | 22 | Hong Visokra     |  |            |
| DIF                      | 2  | Chan Dara        |  |            |
| DIF                      | 5  | Soeng Vanthan    |  |            |
| DIF                      | 6  | Sok Sovan        |  | 66’        |
| ATT                      | 11 | Suong Virak      |  |            |
| CEN                      | 13 | Hong Rotana      |  | 79’        |
| CEN                      | 15 | Koem Sophanal    |  |            |
| ATT                      | 19 | Sok Pheng        |  | 69’ 78’    |
| ATT                      | 25 | Hong Pheng       |  |            |
| CEN                      | 26 | Tes Sophat       |  |            |
| Allenatore:              |    |                  |  |            |
| Dave Booth               |    |                  |  |            |

| Taiwan Power Co. (3-5-2) |    |                  |  |     |
|                          |    |                  |  |     |
| POR                      | 1  | Pan Wei-chih     |  |     |
| DIF                      | 3  | Tu Ming-feng     |  |     |
| DIF                      | 5  | Chen Yulin       |  | 77’ |
| DIF                      | 12 | Chen Yi-wei      |  | 87’ |
| CEN                      | 26 | Chen Po-liang    |  |     |
| CEN                      | 10 | Hung Kai-chun    |  |     |
| CEN                      | 15 | Liang Chien-wei  |  |     |
| CEN                      | 11 | Feng Pao-hsing   |  |     |
| CEN                      | 17 | Lee Meng-chian   |  |     |
| ATT                      | 7  | Ho Ming-tsan     |  | 73’ |
| ATT                      | 9  | Kuo Yin-huong    |  |     |
| A disposizione           |    |                  |  |     |
| POR                      | 27 | Wang Cheng-i     |  |     |
| DIF                      | 2  | Chen Shan-fu     |  |     |
| CEN                      | 8  | Pan Kuao-kai     |  |     |
| CEN                      | 13 | Chen Chun-chieh  |  |     |
| ATT                      | 14 | Fang Ching-jen   |  |     |
| ATT                      | 16 | Tsai Sheng-an    |  | 73’ |
| CEN                      | 23 | Huang Chiu-ching |  | 87’ |
| CEN                      | 24 | Huang Shih-chan  |  |     |
| CEN                      | 25 | Chiang Ming-han  |  |     |
| Allenatore:              |    |                  |  |     |
| Chen Kuei-jen            |    |                  |  |     |

## Classifica marcatori
| Gol | Rigori |  | Giocatore            | Squadra             |
| --- | ------ |  | -------------------- | ------------------- |
| 6   | 1      |  | He Ming Chan         | TWN Power Company   |
| 5   |        |  | Farkhod Tokhirov     | Istiklol            |
| 5   |        |  | Paing Soe            | Yadanarbon          |
| 5   |        |  | Pavel Pavlov         | Neftchi Kochkor-Ata |
| 5   | 1      |  | Yan Paing            | Yadanarbon          |
| 5   |        |  | Kingsley Njoku Metu  | Phnom Penh Crown    |
| 3   |        |  | Chen Po-Liang        | TWN Power Company   |
| 3   |        |  | Ismail Al Amour      | Jabal Al Mukaber    |
| 3   |        |  | Fatkhulo Fatkhulloev | Istiklol            |
| 3   | 1      |  | Ibrahim Awudu        | Abahani Limited     |
| 3   |        |  | Chan Chaya           | Phnom Penh Crown    |
| 3   |        |  | Amir Gurbani         | Balkan              |